# Красный крест с портретами
«Красный крест c портретами» — ювелирное яйцо, одно из пятидесяти двух императорских пасхальных яиц, изготовленных фирмой Карла Фаберже для русской императорской семьи. Яйцо было создано в 1915 году по заказу Николая II, который подарил его своей матери Марии Фёдоровне в качестве традиционного подарка на Пасху 1915 года. В настоящее время ювелирное пасхальное яйцо Фаберже «Красный крест c портретами» хранится в художественном музее Вирджинии, Ричмонд, США.

## Описание
Императорское ювелирное пасхальное яйцо Фаберже «Красный крест c портретами» изготовлено из серебра, золота, украшено переливчатой белой и прозрачной красной эмалью. Переливчатая белая эмаль покрывает серебряное тело ювелирного яйца «Красный крест с портретами». На двух красных крестах указаны даты «1914» и «1915». На вершине императорского пасхального яйца в серебре размещены корона и монограмма императрицы Марии Фёдоровны, вдовы Александра III, а в основании расположена розетка с шестью лепестками. Миниатюры выполнены из перламутра и акварели на слоновой кости.

## Сюрприз
Сюрприз ювелирного пасхального яйца представляет собой шарнирную, сворачиваемую ширму с пятью овальными миниатюрами, изготовленными из перламутра и акварели на слоновой кости. На портретах изображены члены семьи императора Николая II в форме медицинских сестёр:
- великая княжна Ольга Александровна (сестра),
- великая княжна Ольга Николаевна (старшая дочь),
- императрица Александра Фёдоровна (супруга),
- великая княжна Татьяна Николаевна (вторая дочь) и
- великая княжна Мария Павловна (двоюродная сестра).

## Владельцы
Император Николай II подарил яйцо ювелирное пасхальное яйцо «Красный крест c портретами» своей матери Марии Фёдоровне на Пасху 1915 года. После Октябрьской революции, вместе с другими сокровищами императорской семьи, оно было конфисковано большевиками. В 1930 году ювелирное яйцо «Красный крест c портретами» стало одним из десяти императорских яиц, проданных галерее Хаммер, Нью-Йорк. В 1933 году куплено Лиллиан Томас Пратт. В 1947 году коллекция покойной Лиллиан Томас Пратт была переданна в музей изобразительных искусств Виргинии, Ричмонд, США.